# Championnat du Paraguay de football 1998
Navigation
Saison précédente Saison suivante
La saison 1998 du Championnat du Paraguay de football est la quatre-vingt-huitième édition de la Primera División, le championnat de première division au Paraguay. Les douze meilleurs clubs du pays disputent la compétition, qui se déroule en trois phases :
- les équipes disputent deux tournois (Ouverture et Clôture), organisés en trois parties : poule unique où chaque équipe rencontre une fois chacun de ses adversaires et les huit premiers qualifiés, deux poules de quatre équipes dont les deux meilleurs disputent la phase finale (demi-finales et finale).
- les vainqueurs des tournois saisonniers se rencontrent lors de la finale nationale pour le titre

C'est le Club Olimpia, tenant du titre, qui est à nouveau sacré champion cette saison après avoir battu Cerro Porteño en finale nationale. C'est le 36e titre de champion du Paraguay de l’histoire du club.

## Les clubs participants
| - Club Guaraní - Cerro Porteño - Club Libertad - Club Atlético Colegiales - Club Olimpia - Club Sol de América | - Club Sportivo Luqueño - Club Nacional - Club Cerro Corá - Club Sportivo San Lorenzo - 12 de Octubre FC - Promu de División Intermedia - Club Presidente Hayes |

## Compétition
Le barème utilisé pour établir l’ensemble des classements est le suivant :
- Victoire : 3 points
- Match nul : 1 point
- Défaite : 0 point

### Tournoi Ouverture

#### Première phase
| Rang | Équipe                    | Pts | J  | G | N | P | Bp | Bc | Diff |
| ---- | ------------------------- | --- | -- | - | - | - | -- | -- | ---- |
| 1    | Cerro Porteño             | 25  | 11 | 8 | 1 | 2 | 24 | 10 | +14  |
| 2    | Club Sportivo Luqueño     | 21  | 11 | 6 | 3 | 2 | 17 | 16 | +1   |
| 3    | Club OlimpiaT             | 20  | 11 | 6 | 2 | 3 | 15 | 7  | +8   |
| 4    | Club Presidente Hayes     | 16  | 11 | 4 | 4 | 3 | 11 | 10 | +1   |
| 5    | Club Guaraní              | 15  | 11 | 4 | 3 | 4 | 11 | 13 | -2   |
| 6    | 12 de Octubre FCP         | 14  | 11 | 4 | 2 | 5 | 14 | 15 | -1   |
| 7    | Club Sol de América       | 13  | 11 | 3 | 4 | 4 | 12 | 15 | -3   |
| 8    | Club Cerro Corá           | 12  | 11 | 3 | 3 | 5 | 15 | 18 | -3   |
| 9    | Club Atlético Colegiales  | 12  | 11 | 3 | 3 | 5 | 10 | 14 | -4   |
| 10   | Club Sportivo San Lorenzo | 12  | 11 | 3 | 3 | 5 | 12 | 17 | -5   |
| 11   | Club Nacional             | 10  | 11 | 2 | 4 | 5 | 18 | 20 | -2   |
| 12   | Club Libertad             | 10  | 11 | 2 | 4 | 5 | 8  | 12 | -4   |

|  | Qualification pour la deuxième phase                 |
|  | T : Tenant du titre P : Promu de División Intermedia |

#### Deuxième phase
En fonction de leur classement à l’issue de la première phase, les clubs démarrent la seconde phase avec un bonus.
| Rang | Équipe                    | Pts | J | G | N | P | Bp | Bc | Diff |
| ---- | ------------------------- | --- | - | - | - | - | -- | -- | ---- |
| 1    | Club Olimpia+2            | 8   | 3 | 2 | 0 | 1 | 7  | 2  | +5   |
| 2    | Club Sol de América       | 6   | 3 | 2 | 0 | 1 | 6  | 5  | +1   |
| 3    | Club Guaraní+1            | 5   | 3 | 1 | 1 | 1 | 5  | 6  | -1   |
| 4    | Club Sportivo Luqueño+2.5 | 3.5 | 3 | 0 | 1 | 2 | 3  | 8  | -5   |

| Rang | Équipe                    | Pts | J | G | N | P | Bp | Bc | Diff |
| ---- | ------------------------- | --- | - | - | - | - | -- | -- | ---- |
| 1    | Cerro Porteño+3           | 12  | 3 | 3 | 0 | 0 | 10 | 2  | +8   |
| 2    | 12 de Octubre FC+0.5      | 4.5 | 3 | 1 | 1 | 1 | 4  | 6  | -2   |
| 3    | Club Cerro Corá           | 4   | 3 | 1 | 1 | 1 | 3  | 4  | -1   |
| 4    | Club Presidente Hayes+1.5 | 1.5 | 3 | 0 | 0 | 3 | 2  | 7  | -5   |

#### Phase finale
|  | Demi-finales            | Demi-finales        | Demi-finales |              |   | Finale | Finale | Finale |  |  |  |  |  |  |  |
|  |                         |                     |              |              |   |        |        |        |  |  |  |  |  |  |  |
|  |                         |                     |              |              |   |        |        |        |  |  |  |  |  |  |  |
|  |                         |                     |              |              |   |        |        |        |  |  |  |  |  |  |  |
|  | Club Olimpia            | 3                   | 1            |              |   |        |        |        |  |  |  |  |  |  |  |
|  | Club Olimpia            | 3                   | 1            |              |   |        |        |        |  |  |  |  |  |  |  |
|  | 12 de Octubre FC        | 1                   | 1            |              |   |        |        |        |  |  |  |  |  |  |  |
|  | 12 de Octubre FC        | 1                   | 1            | Club Olimpia | 2 | 1      |        |        |  |  |  |  |  |  |  |
|  |                         |                     |              |              | 2 | 1      |        |        |  |  |  |  |  |  |  |
|  |                         | Club Sol de América | 0            | 1            |   |        |        |        |  |  |  |  |  |  |  |
|  | Club Sol de América tab | Club Sol de América | 0            | 1            | 1 | 0 (7)  |        |        |  |  |  |  |  |  |  |
|  | Club Sol de América tab |                     |              |              | 1 | 0 (7)  |        |        |  |  |  |  |  |  |  |
|  | Cerro Porteño           | 0                   | 1 (6)        |              |   |        |        |        |  |  |  |  |  |  |  |

### Tournoi Clôture

#### Première phase
| Rang | Équipe                    | Pts | J  | G | N | P | Bp | Bc | Diff |
| ---- | ------------------------- | --- | -- | - | - | - | -- | -- | ---- |
| 1    | Cerro Porteño             | 26  | 11 | 8 | 2 | 1 | 28 | 9  | +19  |
| 2    | Club Guaraní              | 21  | 11 | 6 | 3 | 2 | 20 | 15 | +5   |
| 3    | Club Cerro Corá           | 18  | 11 | 5 | 3 | 3 | 18 | 16 | +2   |
| 4    | Club Atlético Colegiales  | 16  | 11 | 5 | 1 | 5 | 14 | 15 | -1   |
| 5    | 12 de Octubre FCP         | 15  | 11 | 4 | 3 | 4 | 18 | 20 | -2   |
| 6    | Club Nacional             | 15  | 11 | 3 | 6 | 2 | 17 | 22 | -5   |
| 7    | Club Sol de América       | 13  | 11 | 2 | 7 | 2 | 12 | 10 | +2   |
| 8    | Club OlimpiaT             | 12  | 11 | 3 | 3 | 5 | 13 | 12 | +1   |
| 9    | Club Sportivo San Lorenzo | 11  | 11 | 2 | 5 | 4 | 13 | 16 | -3   |
| 10   | Club Sportivo Luqueño     | 11  | 11 | 2 | 5 | 4 | 8  | 13 | -5   |
| 11   | Club Libertad             | 9   | 11 | 1 | 6 | 4 | 12 | 18 | -6   |
| 12   | Club Presidente Hayes     | 8   | 11 | 1 | 5 | 5 | 12 | 18 | -6   |

|  | Qualification pour la deuxième phase                 |
|  | T : Tenant du titre P : Promu de División Intermedia |

#### Deuxième phase
En fonction de leur classement à l’issue de la première phase, les clubs démarrent la seconde phase avec un bonus.
| Rang | Équipe                       | Pts | J | G | N | P | Bp | Bc | Diff |
| ---- | ---------------------------- | --- | - | - | - | - | -- | -- | ---- |
| 1    | Cerro Porteño+3              | 12  | 3 | 3 | 0 | 0 | 7  | 3  | +4   |
| 2    | Club Atlético Colegiales+1.5 | 5.5 | 3 | 1 | 1 | 1 | 4  | 3  | +1   |
| 3    | Club Sportivo San Lorenzo    | 3   | 3 | 1 | 0 | 2 | 6  | 7  | -1   |
| 4    | Club Sol de América+0.5      | 1.5 | 3 | 0 | 1 | 2 | 3  | 7  | -4   |

| Rang | Équipe             | Pts | J | G | N | P | Bp | Bc | Diff |
| ---- | ------------------ | --- | - | - | - | - | -- | -- | ---- |
| 1    | Club Olimpia       | 7   | 3 | 2 | 1 | 0 | 7  | 4  | +3   |
| 2    | Club Cerro Corá+2  | 7   | 3 | 1 | 2 | 0 | 6  | 5  | +1   |
| 3    | Club Guaraní+2.5   | 6.5 | 3 | 1 | 1 | 1 | 4  | 4  | 0    |
| 4    | 12 de Octubre FC+1 | 1   | 3 | 0 | 0 | 3 | 2  | 6  | -4   |

#### Phase finale
|  | Demi-finales             | Demi-finales  | Demi-finales |              |   | Finale | Finale | Finale |  |  |  |  |  |  |  |
|  |                          |               |              |              |   |        |        |        |  |  |  |  |  |  |  |
|  |                          |               |              |              |   |        |        |        |  |  |  |  |  |  |  |
|  |                          |               |              |              |   |        |        |        |  |  |  |  |  |  |  |
|  | Club Atlético Colegiales | 0             | 1            |              |   |        |        |        |  |  |  |  |  |  |  |
|  | Club Atlético Colegiales | 0             | 1            |              |   |        |        |        |  |  |  |  |  |  |  |
|  | Club Olimpia             | 5             | 1            |              |   |        |        |        |  |  |  |  |  |  |  |
|  | Club Olimpia             | 5             | 1            | Club Olimpia | 4 | 0      |        |        |  |  |  |  |  |  |  |
|  |                          |               |              |              | 4 | 0      |        |        |  |  |  |  |  |  |  |
|  |                          | Cerro Porteño | 1            | 3            |   |        |        |        |  |  |  |  |  |  |  |
|  | Club Cerro Corá          | Cerro Porteño | 1            | 3            | 1 | 0      |        |        |  |  |  |  |  |  |  |
|  | Club Cerro Corá          |               |              |              | 1 | 0      |        |        |  |  |  |  |  |  |  |
|  | Cerro Porteño            | 0             | 3            |              |   |        |        |        |  |  |  |  |  |  |  |

### Finale nationale
| Équipe 1      | Résultat | Équipe 2     | Aller | Retour |
| ------------- | -------- | ------------ | ----- | ------ |
| Cerro Porteño | 3 - 5    | Club Olimpia | 2 - 2 | 1 - 3  |

### Classement cumulé
Le classement cumulé des premières phases des tournois détermine les deux clubs relégués en deuxième division.
| Rang | Équipe                    | Pts | J  | G  | N  | P  | Bp | Bc | Diff |
| ---- | ------------------------- | --- | -- | -- | -- | -- | -- | -- | ---- |
| 1    | Cerro PorteñoClo          | 51  | 22 | 16 | 3  | 3  | 52 | 19 | +33  |
| 2    | Club Guaraní              | 36  | 22 | 10 | 6  | 6  | 31 | 28 | +3   |
| 3    | Club OlimpiaT Clo         | 32  | 22 | 9  | 5  | 8  | 28 | 19 | +9   |
| 4    | Club Sportivo Luqueño     | 32  | 22 | 8  | 8  | 6  | 25 | 29 | -4   |
| 5    | Club Cerro Corá           | 30  | 22 | 8  | 6  | 8  | 33 | 34 | -1   |
| 6    | 12 de Octubre FCP         | 29  | 22 | 8  | 5  | 9  | 32 | 35 | -3   |
| 7    | Club Atlético Colegiales  | 28  | 22 | 8  | 4  | 10 | 24 | 29 | -5   |
| 8    | Club Sol de América       | 26  | 22 | 5  | 11 | 6  | 24 | 25 | -1   |
| 9    | Club Presidente Hayes     | 24  | 22 | 5  | 9  | 8  | 23 | 28 | -5   |
| 10   | Club Sportivo San Lorenzo | 23  | 22 | 5  | 8  | 9  | 25 | 33 | -8   |
| 11   | Club Nacional             | 23  | 22 | 4  | 11 | 7  | 35 | 43 | -8   |
| 12   | Club Libertad             | 19  | 22 | 3  | 10 | 9  | 20 | 30 | -10  |

|  | Qualification pour la Copa Libertadores 1999 et la Copa Mercosur 1999                                                        |
|  | Qualification pour la Copa CONMEBOL 1999                                                                                     |
|  | Relégation directe en División Intermedia                                                                                    |
|  | T : Tenant du titre Ouv : Vainqueur du tournoi Ouverture Clo : Vainqueur du tournoi Clôture P : Promu de División Intermedia |

## Bilan de la saison
| Championnat du Paraguay de football 1998 |                           |
| Champion                                 | Club Olimpia (36e titre)  |
| Qualifications continentales             |                           |
| Copa Libertadores 1999                   | Club Olimpia              |
| Copa Libertadores 1999                   | Cerro Porteño             |
| Copa CONMEBOL 1999                       | Club Sportivo San Lorenzo |
| Copa Mercosur 1999                       | Club Olimpia              |
| Copa Mercosur 1999                       | Cerro Porteño             |
| Promotions et relégations                |                           |
| Promus en Primera División               | Resistencia Sport Club    |
| Relégués en División Intermedia          | Club Nacional             |
| Relégués en División Intermedia          | Club Libertad             |